# 特劳恩基兴修道院

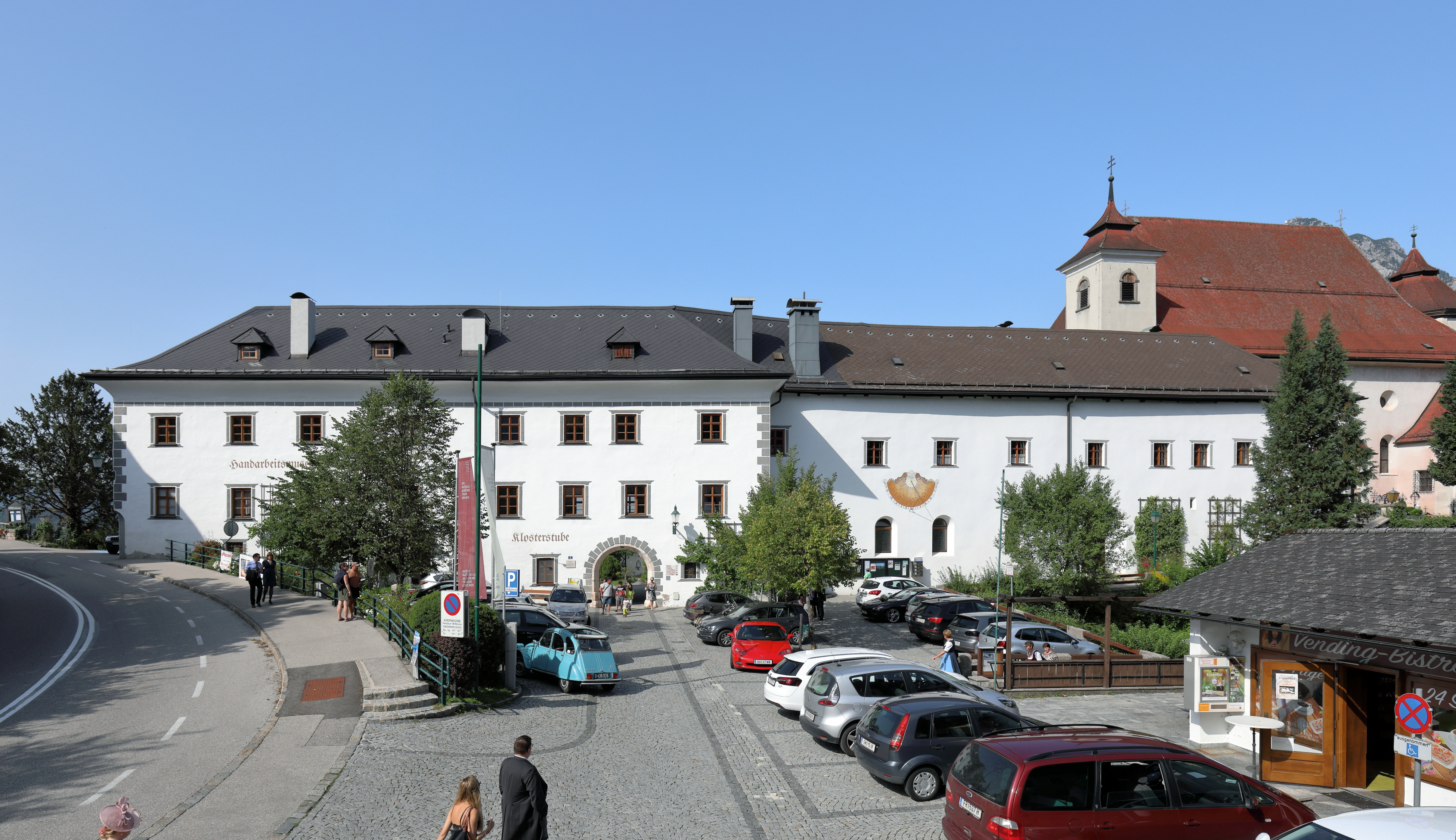

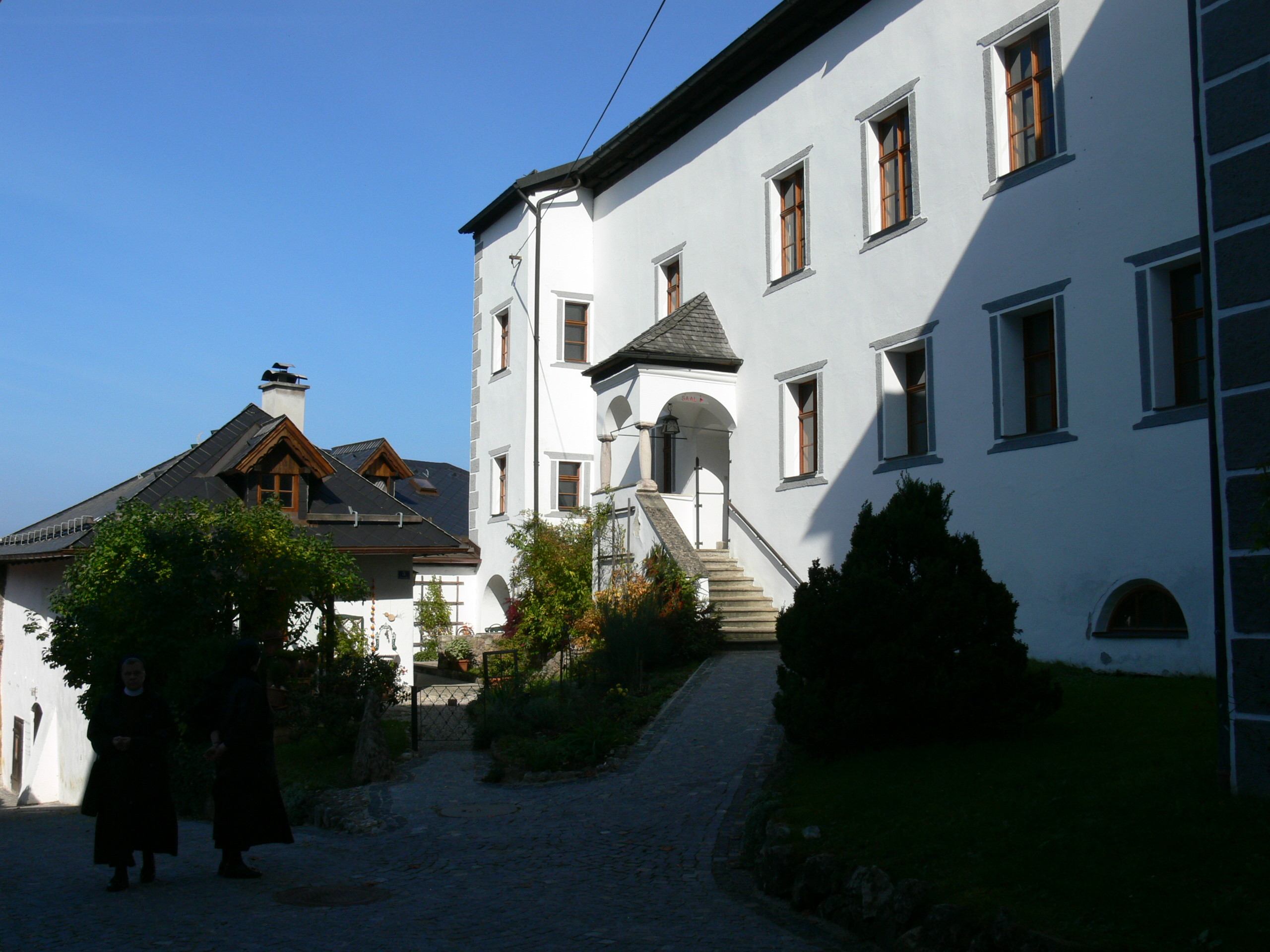

特劳恩基兴修道院（德語：Kloster Traunkirchen）是一座罗马天主教修道院，先后属于本笃会（OSB）和耶稣会，位于奥地利上奥地利州的特劳恩基兴。

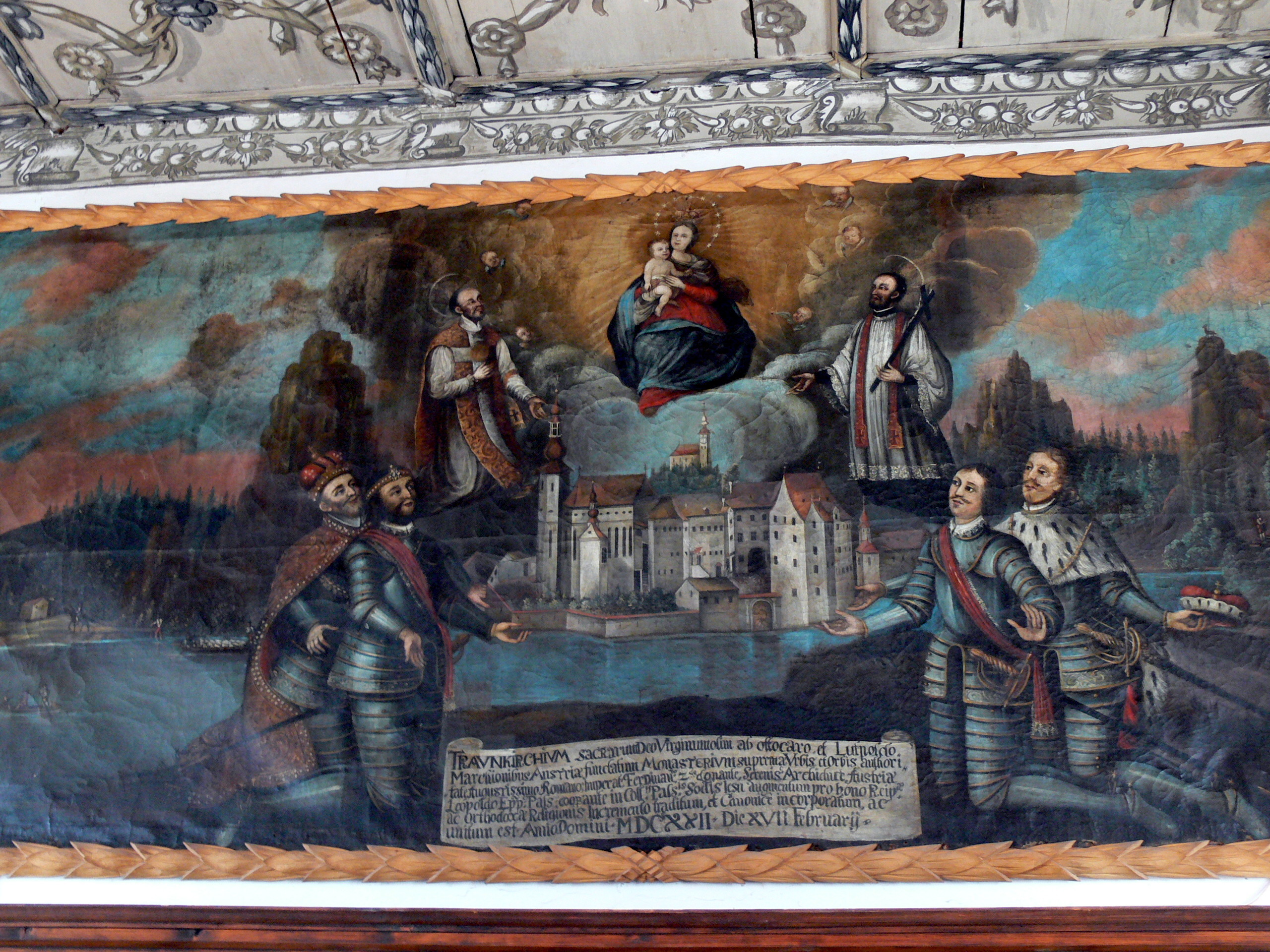